# Якубівська сільська рада
| Якубівська сільська рада — колишній орган місцевого самоврядування у Іллінецькому районі Вінницької області з адміністративним центром у с. Якубівка. Сільській раді підпорядковані населені пункти: - с. Якубівка - с. Лугова - с. Уланівка |

## Склад ради
Рада складається з 12 депутатів та голови.

## Керівний склад сільської ради
| ПІБ                        | Основні відомості                                                                                     | Дата обрання | Дата звільнення |
| -------------------------- | --- | ------------ | --------------- |
| Кравець Олексій Васильович | Сільський голова, 1959 року народження, освіта, член Соціал-демократичної партії України (об'єднаної) | 26.03.2006   | 31.10.2010      |
| Кравець Олексій Васильович | Сільський голова, 1959 року народження, освіта вища, член Всеукраїнського об'єднання «Батьківщина»    | 31.10.2010   |                 |

Примітка: таблиця складена за даними джерела